# Zabójcza piękność
Zabójcza piękność (tytuł oryg. Drop Dead Gorgeous) – amerykańsko-niemiecki film fabularny (czarna komedia) z 1999 roku, wyreżyserowany przez Michaela Patricka Janna. Satyra na środowisko modelek oraz prowincjonalizm.

## Opis fabuły
W Mount Rose, małym miasteczku w stanie Minnesota, trwają przygotowania do corocznych wyborów Miss Nastolatek. Dawna zdobywczyni tytułu, Gladys Leeman, pragnie, by jej córka, Becky, powtórzyła ten sukces, tymczasem pojawia się rywalka, piękna Amber Atkins. Pozostałe uczestniczki konkursu nie zdają sobie sprawy, do czego może posunąć się Becky w walce o koronę miss.

## Obsada
- Kirsten Dunst − Amber Atkins
- Kirstie Alley − Gladys Leeman
- Denise Richards − Rebecca „Becky” Ann Leeman
- Ellen Barkin − Annette Atkins
- Allison Janney − Loretta
- Brittany Murphy − Lisa Swenson
- Amy Adams − Leslie Miller
- Sam McMurray − Lester Leeman
- Mindy Sterling − Iris Clark
- Alexandra Holden − Mary Johanson
- Lona Williams − Jean Kangas
- Michael McShane − Harold Vilmes
- Patti Yasutake − pani Howard
- Seiko Matsuda − Tina/Seiko Howard
- Will Sasso − Hank Vilmes
- Amanda Detmer − Miss Minneapolis
- Samantha Harris − Miss Burnsville
- Nora Dunn − Colleen Douglas
- Adam West − on sam

## Wydanie filmu
Światowa premiera filmu przypadła na 9 lipca 1999 roku; wówczas projekt wyemitowano w trakcie Międzynarodowego Festiwalu Filmowego w Karlowych Warach. 12 lipca odbyła się premiera w Stanach Zjednoczonych, a jedenaście dni później, 23 lipca, film wszedł na rodzimy, amerykański rynek kinowy. 5 sierpnia 1999 Zabójczą piękność zaprezentowano widzom niemieckiego Fantasy Filmfest. Niemcy brały udział w produkcji obrazu, w tym kraju film znany jest pod tytułem Gnadenlos schön. W Polsce projekt minął się z dystrybucją kinową, stając się filmem telewizyjnym.
Zabójcza piękność okazała się być niepowodzeniem komercyjnym w USA, zarabiając jedynie 10 571 408 dolarów przy budżecie bliskim piętnastu milionom USD. Reakcje krytyków na film były mieszane.